# Petra Petranović
Petra Petranović (* 15. März 1990) ist eine kroatische Badmintonspielerin. 

## Karriere
Petra Petranović  gewann schon als Juniorin im Jahr 2008 ihren ersten Meistertitel in Kroatien. Bei den Titelkämpfen des genannten Jahres siegte sie im Dameneinzel. Ein Jahr zuvor hatte sie bereits das Slovenian Juniors gewonnen. Internationale Einsätze folgten unter anderem bei den Croatian International, den Slovenia International, den Spanish International, den Slovak International, den Romania International sowie auch bei den Europameisterschaften.

## Referenzen
- Petra Petranović beim Badminton-Weltverband

| Personendaten    | Personendaten                 |
| ---------------- | ----------------------------- |
| NAME             | Petranović, Petra             |
| KURZBESCHREIBUNG | kroatische Badmintonspielerin |
| GEBURTSDATUM     | 15. März 1990                 |